# Közönséges erszényesnyúl
A közönséges erszényesnyúl vagy nagy erszényesnyúl (Macrotis lagotis) az emlősök (Mammalia) osztályának az erszényesek (Marsupialia) alosztályágába, ezen belül a bandikutalakúak (Peramelemorphia) rendjébe és az erszényesnyúlfélék (Thylacomyidae) családjába tartozó faj.
A Macrotis emlősnem típusfaja.

## Előfordulása
A közönséges erszényesnyúl Ausztráliában kevés, elszórtan fekvő előfordulási helyen Dél-Queenslandben, Nyugat-Ausztráliában és az északi részén található meg. Korábban nagyon gyakori, és számára megfelelő élőhelyeken Dél-Ausztráliában mindenütt elterjedt volt. A 6 alfajból mára 4 kihalt. A szabad természetben valószínűleg már nincs életképes populáció.
Összehangolt tenyésztéssel próbálják meg megmenteni a fajt. Európában az Európai Állatkertek és Akváriumok Szövetsége felügyelete alá tartozó Európai Veszélyeztetett Fajok Programja (EEP) keretében tenyésztik a faj egyedeit.

## Megjelenése

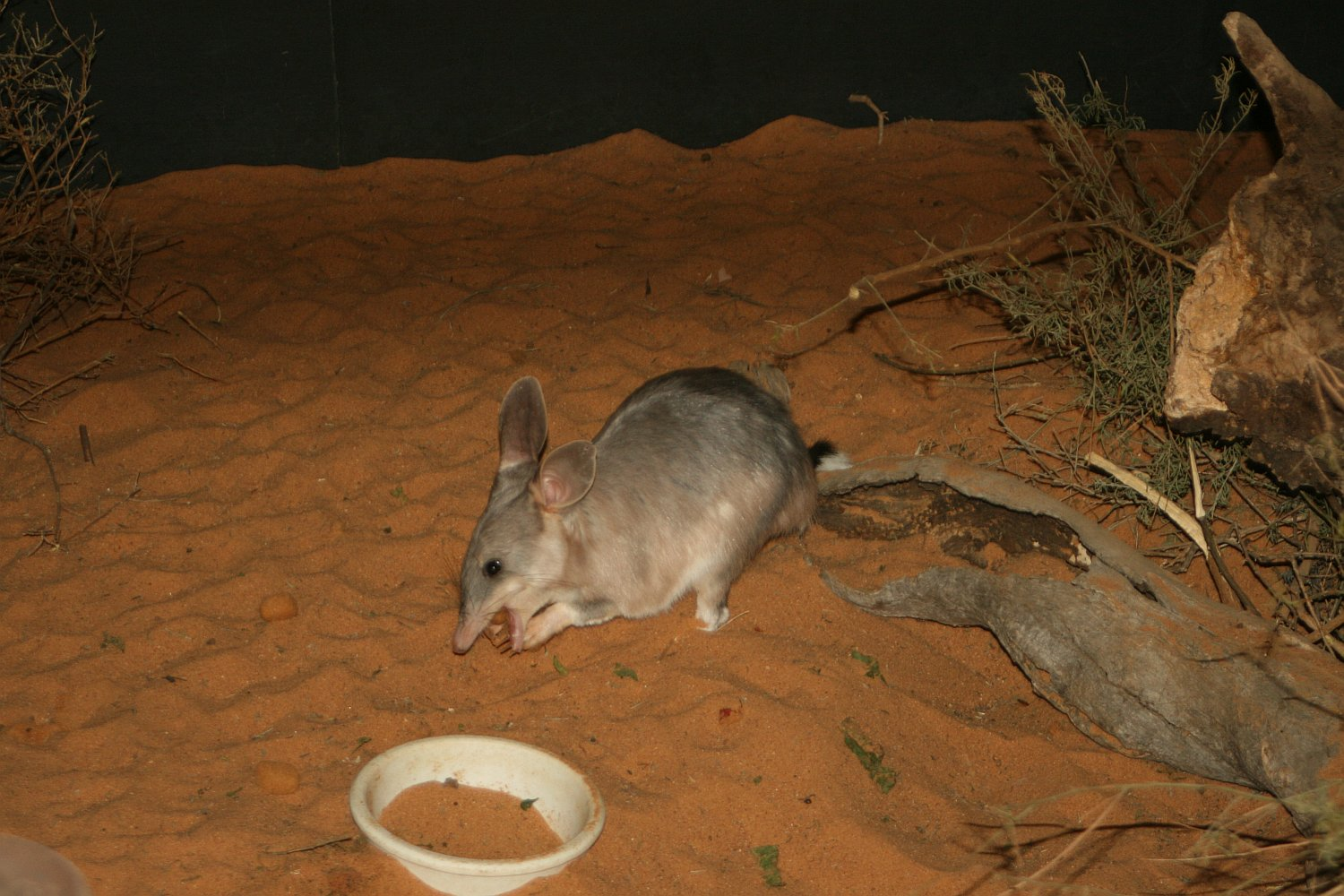
Közönséges erszényesnyúl egy rezervátumban

Az állat fej-törzs-hossza 29-55 centiméter, farokhossza 20-29 centiméter és testtömege 800-2500 gramm. Bundája hosszú, selymes prém, amely a hátán és az oldalán szürkéskék, néha kissé világosbarna árnyalattal; hasán fehér a szőr. Farka színe megegyezik a test felső részének színével; a farok középső részén a szőr hosszú és fekete, vége pedig fehér. A mellső lábakon három, ásásra alkalmas ujj van, erős, ívelt karmokkal; a hátsó lábakon a második és a harmadik ujj elcsökevényesedett és tövüknél összenőttek, a negyedik sokkal nagyobb, az első pedig hiányzik. Orra hosszúkás, hegyesen végződő, amellyel lyukakban és repedésekben megbújó rovarokat és más zsákmányállatokat kutat fel. Szeme kerek, sötét és kidülledt, de látása gyenge. Füle nagy, hegyes, finom szőrzettel borított; éles hallását a zsákmány felkutatására használja.

## Életmódja
Éjjel aktív; a párzási időn kívül magányos. Tápláléka túlnyomórészt rovarok (bogarak, hangyák), egerek, gyíkok és más kis testű állatok, magok, gyümölcsök. A közönséges erszényesnyúl körülbelül 3 évig él.

## Szaporodása
Az ivarérettséget 90 naposan éri el. A párzási időszak februártól áprilisig tart. A vemhesség 14 napig tart, ennek végén 1-3 kölyök születik.

## Rokon fajok
A közönséges erszényesnyúl legközelebbi rokona és a Macrotis emlősnem másik faja a fehérfarkú erszényesnyúl (Macrotis leucura), ez utóbbiból 1931 óta egyetlen egyedet sem fogtak, ezért ma már kihaltnak számít.